# پروتراکودون
پروتراکودون (نام علمی: Orthomerus) نام یک سرده از تیره هادروسارید است.